# Admete (gastrópodo)
Admete es un género de caracoles de mar de tamaño medio, unos moluscos gasterópodos marinos pertenecientes a la familia Cancellariidae.

## Especies
De acuerdo con el World Register of Marine Species (WoRMS), dentro del género Ademete se encuentran las siguientes especies con nombres válidos:
- Admete bruuni Knudsen, 1964
- Admete californica (Dall, 1908) - California admete
- Admete choshiensis Shikama, 1962
- Admete clivicola Høisæter, 2011
- Admete contabulata Friele, 1879
- Admete enderbyensis Powell, 1958
- Admete frigida Rochebrune & Mabille, 1885
- Admete globularis E.A. Smith, 1875
- Admete gracilior (Carpenter, 1869) - slender admete
- Admete grandis Mørch, 1869
- Admete haini Numanami, 1996
- Admete harpovoluta Powell, 1957
- Admete hukuiensis Nomura, 1940
- Admete magellanica (Strebel, 1905)
- Admete microsoma (Dall, 1908)
- Admete ovata E.A. Smith, 1875
- Admete philippii Ihering, 1907
- Admete rhyssa Dall, 1919
- Admete sadko Gorbunov, 1946
- Admete schythei (Philippi, 1855)
- Admete seftoni Berry, 1956
- Admete solida (Aurivillius, 1885)
- Admete specularis (Watson, 1882)
- Admete tabulata Sowerby, 1875
- Admete tenuissima Okutani & Fujikura, 2002
- Admete verenae Harasewych & Petit, 2011
- Admete viridula (Fabricius, 1780) - northern admete)
- Admete watanabei Shikama, 1962
- Admete woodworthi Dall, 1905